# 洛努瓦
洛努瓦（法語：Launoy，法語發音：[lonwa]）是法国上法蘭西大區埃纳省的一个市镇，属于苏瓦松区。

## 地理
洛努瓦（49°15'50"N, 3°24'2"E）面积9.1 平方千米，位于法国上法蘭西大區埃纳省，该省份为法国北部内陆省份，北起北部省，西接索姆省和瓦兹省，东临阿登省和马恩省，西南至塞纳-马恩省，东北部与比利时接壤。
与洛努瓦接壤的市镇（或旧市镇、城区）包括：阿尔西圣雷斯蒂蒂、伯尼厄、德鲁瓦济、阿尔泰讷和托、米雷和克鲁特、大罗祖瓦。

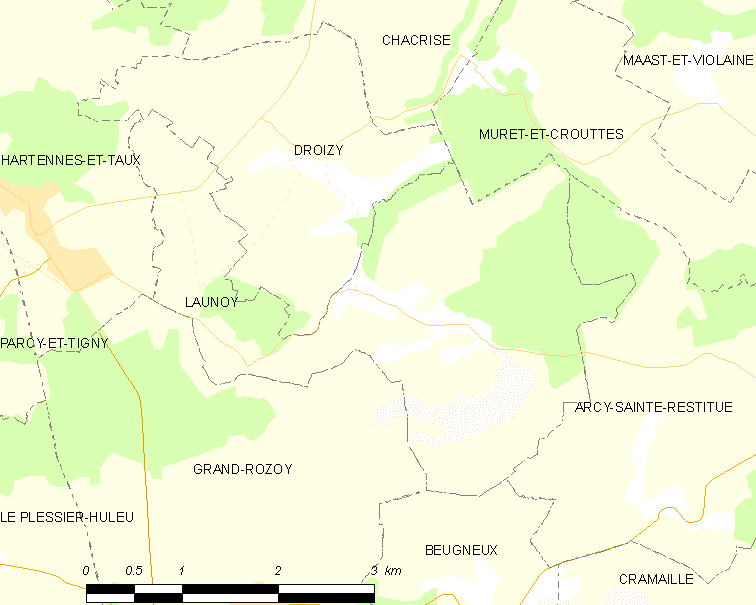
洛努瓦的OSM定位图

洛努瓦的时区为UTC+01:00、UTC+02:00（夏令时）。

## 行政
洛努瓦的邮政编码为02210，INSEE市镇编码为02412。

## 政治
洛努瓦所属的省级选区为维莱科特雷县。

## 人口

1962-2008年间洛努瓦人口变化图示

洛努瓦于2022年1月1日时的人口数量为98人。